# Grigorij Januszewski
Grigorij Jefimowicz Januszewski, ros. Григорий Ефимович Янушевский (ur. 6 listopada?/18 listopada 1861 w guberni podolskiej, zm. 1928 w Kaliszu) – rosyjski, a następnie ukraiński wojskowy, (generał porucznik), emigrant.

## Życiorys
W 1883 r. ukończył junkierską szkołę piechoty w Warszawie. W stopniu chorążego służył w 1 Batalionie Strzeleckim. W 1884 r. awansował do stopnia podporucznika, zaś w 1888 r. porucznika. W 1890 r. ukończył Nikołajewską Akademię Sztabu Generalnego, otrzymując stopień sztabskapitana.
W tym samym roku został kapitanem. Służył w sztabie warszawskiego okręgu wojskowego. Następnie pełnił funkcję starszego adiutanta w sztabie 18 Dywizji Piechoty. Od 1892 r. dowodził kompanią 40 Koływańskiego Pułku Piechoty. Od 1893 r. był oficerem sztabowym do specjalnych poruczeń w sztabie warszawskiego okręgu wojskowego. W 1895 r. awansował na podpułkownika. W 1899 r. w stopniu pułkownika dowodził batalionem 185 Siedleckiego Pułku Piechoty. W 1900 r. został szefem sztabu 6 Dywizji Kawalerii, zaś w 1901 r. 10 Dywizji Piechoty. W latach 1904–1905 uczestniczył w wojnie rosyjsko-japońskiej. Został ranny. Następnie w stopniu generała majora objął dowództwo 1 Brygady 1 Dywizji Strzeleckiej. W 1906 r. został okręgowym generał-kwatermistrzem sztabu moskiewskiego okręgu wojskowego. Od 1910 r. był szefem sztabu IX Korpusu Armijnego.
Brał udział w I wojnie światowej. We wrześniu 1914 r. w stopniu generała porucznika został dowódcą 19 Dywizji Piechoty. Od lipca 1915 r. dowodził 1 Dywizją Grenadierów. We wrześniu 1916 r. objął dowództwo III Korpusu Armijnego.
Po rewolucji lutowej 1917 r. stracił stanowisko, po czym przeniesiono go do rezerwy oficerskiej przy sztabie mińskiego okręgu wojskowego. W kwietniu tego roku odszedł ze służby wojskowej. Wiosną 1918 r. wstąpił do nowo formowanej armii ukraińskiej. Został szefem sztabu I Korpusu Wołyńskiego. Od grudnia tego roku pełnił funkcję przedstawiciela Sztabu Głównego przy ministerstwie wojny. W styczniu 1919 r. został członkiem komitetu wojskowo-szkoleniowego Sztabu Głównego Armii Czynnej Ukraińskiej Republiki Ludowej. Od lutego tego roku był generałem do specjalnych poruczeń przy inspektorze głównym Armii Czynnej URL. W kwietniu objął funkcję szefa sztabu Grupy Chełmskiej. Od czerwca był szefem 2 generał-kwatermistrza sztabu Armii Czynnej URL.
W październiku odszedł ze służby wojskowej. Zamieszkał w Kamieńcu Podolskim. Po zajęciu miasta przez wojska Białych gen. Antona Denikina skierowano go do Rostowa nad Donem. W lutym 1920 r. ewakuował się na Krym, po czym znalazł się w rezerwie oficerskiej przy sztabie głównodowodzącego wojskami Białych. Planował sformowanie dywizji ukraińskiej i występował o koordynację działań ukraińskich sił powstańczych ze sztabem wojsk gen. Piotra Wrangla. W listopadzie tego roku wraz z wojskami Białych został ewakuowany do Gallipoli.
W 1921 r. przyjechał do Królestwa SHS, ale jeszcze w tym samym roku przybył do Polski, gdzie podporządkował się sztabowi Armii Czynnej URL. W sierpniu tego roku objął funkcję zastępcy szefa Sztabu Generalnego Armii Czynnej URL. Od listopada pełnił obowiązki szefa Sztabu Generalnego Armii Czynnej URL. W czerwcu 1922 r. odszedł ze służby wojskowej z powodu szeregu konfliktów z dowództwem. Zamieszkał w Brześciu nad Bugiem, otrzymując pracę buchaltera w prywatnym biurze technicznym.